# Sonara
La Sonara (Société nationale de raffinage) est une entreprise publique camerounaise de raffinage du pétrole, constituée en 1976. Son siège se trouve à Limbé, dans la région du Sud-Ouest du Cameroun.

## Présentation
La SONARA est une société d'économie mixte de raffinage de pétrole brut. Elle est de type hydroskimming. L'objectif est de satisfaire l'approvisionnement en hydrocarbures de la population du Cameroun.
Dans la nuit du 31 mai 2019 au 1er juin 2019, la raffinerie inaugurée en 1981 subit un incendie qui détruit une grande partie de son site de Limbé au Cameroun et endommagé quatre de ses 13 unités de production. Les travaux de reconstruction, estimés a 250 milliards de Francs CFA (CEMAC) (380 millions d'euro) n'ont pas commencé en date de juillet 2023 malgré un budget de 200 milliards de Francs CFC débloqué par l’État en 2022.

## Produits commercialisés
La SONARA possède une capacité de production d'environ 2,2 millions de tonnes par an pour un capital de 780 Milliards de francs CFA. Les produits pétroliers commercialisés sont les suivants :
- Le butane (Bupro);
- Le Kérosène (Jet lampant)
- Le Gasoil total (Mélange du Gasoil léger et lourd)
- Le supercarburant
- Le Fuel oil